# Ерих Кестнер (награда)
Литературната награда „Ерих Кестнер“ (на немски: Erich-Kästner-Preis für Literatur) е учредена от Дружество Ерих Кестнер в Мюнхен като възпоменание за писателя-сатирик Ерих Кестнер.
Наградата се присъжда в неравномерни интервали на немскоезични писатели, които съобразно с творческото кредо на Кестнер са публикували „изтъкнати литературни произведения с критически характер“.
Отличието е в размер на 5000 €.

## Носители на наградата (подбор)
- Петер Рюмкорф (1979)
- Вико фон Бюлов alias Лорио (1984)
- Роберт Гернхарт (1999)
- Томи Унгерер (2003)
- Андреас Щайнхьофел (2009)
- Фелицитас Хопе (2015)[1]